# Soviet Kitsch (album)
Soviet Kitsch este al treilea album al cântăreței Regina Spektor. Titlul este preluat din expresia lui Milan Kundera asupra esteticelor vide ale comunismului. O versiune a albumului a fost lansată cu un DVD bonus ce cuprindea un film promoțional scurt, intitulat „The Survival Guide to Soviet Kitsch” și videoclipul melodiei „Us”.

## Lista pieselor de pe album
Toate piesele au fost scrise de Regina Spektor.
1. „Ode to Divorce” – 3:42
2. „Poor Little Rich Boy” – 2:27
3. „Carbon Monoxide” – 4:59
4. „The Flowers” – 3:54
5. „Us” – 4:52
6. „Sailor Song” – 3:15
7. „***” – 0:44
8. „Your Honor” – 2:10
9. „The Ghost of Corporate Future” – 3:21
10. „Chemo Limo” – 6:04
11. „Somedays” – 3:21

Piesa a 7-a este una scurtă, numai în cuvinte, în care Spektor și fratele ei, Barry (Bear) Spektor, discută urmatoarea piesă („Your Honor”). Formația care o sprijină pe Spektor în piesa „Your Honor” este Kill Kenada.

## Lansări
| An   | Casă       | Format | Catalog    | Țară |
| ---- | ---------- | ------ | ---------- | ---- |
| 2004 | Sire       | CD     | 48833      | US   |
| 2004 | Sire       | CD/DVD | 48890      | US   |
| 2004 | Shoplifter | CD     | 005        | UK   |
| 2005 | Sire       | LP     | 48953      | US   |
| 2007 | WEA        | CD     | 9362493522 | UK   |